# حمید بن مالک کنانی
حمید بن مالک کُنانی با کنیهٔ ابوالغنائم، لقب‌گرفته به مَکین‌الدوله (۱۰۹۸ - ۱۱۶۹م) ادیب، کاتب ارتش و شاعر شامی بود.